# Volta a Iugoslàvia
La Volta a Iugoslàvia era una cursa ciclista per etapes que es disputava anualment a Sèrbia. La primera edició es disputà el 1939 i, amb algunes interrupcions, va durar fins al 2000, quan va celebrar la 50a edició.

## Palmarès
| Any       | Vencedor               | Segon                | Tercer                 |              |
| --------- | ---------------------- | -------------------- | ---------------------- | ------------ |
| 1937      | August Prosenik        |                      |                        |              |
| 1938      | Dragoljub Davidović    |                      |                        |              |
| 1940      | Nikola Penčev          |                      |                        |              |
| 1947      | Antonio Strain         | Ivan Valant          | Ivan Rebkovic          |              |
| 1948      | Aleksandar Zorić       | August Prosenik      | Antonio Strain         |              |
| 1949      | Luigi Malabrocca       | Milan Cok            | Antonio Strain         |              |
| 1950      | Franco Fanti           | Franja Varga         | Luigi Malabrocca       |              |
| 1951      | Robert Marguillier     | Francis Siguenza     | Cyril Vanbossel        |              |
| 1953      | Frantz Reitz           |                      |                        |              |
| 1954      | Veselin Petrović       |                      | Gianni Ghidini         |              |
| 1955      | Walter Muller          | Franja Varga         | Ilia Krestev           |              |
| 1956      | Kamiel Buysse          | Stefan Mascha        | Veselin Petrović       |              |
| 1957      | Bernd Trefflich        | Ivan Levačić         | Stefan Mascha          |              |
| 1958      | Nevio Valčić           | Jan Hugens           | Janez Zirovnik         |              |
| 1959      | Nentcho Christov       | Bojan Kotcev         | Ivan Levačić           |              |
| 1960      | Janez Žirovnik         | Ivan Levacic         | Nevio Valčić           |              |
| 1961      | Ivan Levačić           | Nevio Valčić         | Antal Megyerdi         |              |
| 1962      | Frank Skerlj           | Primo Nardello       | Jože Šebenik           |              |
| 1963      | Andrej Boltežar        | Jože Roner           | Ivan Levačić           |              |
| 1964      | Rudi Valenčić          | Franc Škerlj         | Hristo Iliev           |              |
| 1965      | Cvetko Bilić           | Andrej Boltežar      | Luigi Bollasina        |              |
| 1966      | Radoš Čubrić           | Cvetko Bilić         | Rudi Valenčić          |              |
| 1967      | Franc Škerlj           | Stoné Bozicnic       | Rados Cubric           |              |
| 1968      | Rudi Valenčić          | Gösta Pettersson     | Anatas Savtchev        |              |
| 1969      | Joop Zoetemelk         | Andras Takacs        | Vladislav Nelyubin     |              |
| 1970      | Radoš Čubrić           | Henryk Wozniak       | Hennie Kuiper          |              |
| 1971      | Cvetko Bilić           | Nikolaï Gorelov      | Józef Gawliczek        |              |
| 1972      | Yuri Lavrushkin        | Rinat Charafuline    | Stanislaw Labocha      |              |
| 1973      | Boris Choukov          | Igor Moskalev        | Janez Zirovnik         |              |
| 1974      | Jaroslav Poslusny      | Wolfgang Steinmayr   | Vito Di Tano           |              |
| 1975      | Petr Matousek          | Jaroslav Poslusny    | Valeri Likhatchev      |              |
| 1976      | Alexandre Averine      | Drago Frelih         | Alexandre Gussiatnikov |              |
| 1977      | Alexandre Gussiatnikov | Philippe Bodier      | Alexandre Averine      |              |
| 1978      | Aavo Pikkuus           | Sergeï Nikitenko     | Alexandre Averine      |              |
| 1979      | Sergueï Morozov        | Said Gusseinov       | Ramazan Galaletdinov   |              |
| 1980      | Bojan Ropret           | Andreï Vedernikov    | Nikolai Anisimov       |              |
| 1981      | Rikho Suun             | Piotr Ugrumov        | Vinko Polončič         |              |
| 1982      | Nikolai Kossiakov      | Vinko Polončič       | Janez Lampič           |              |
| 1983      | Primož Čerin           | Janez Lampič         | Laszlo Halasz          |              |
| 1984      | Bruno Bulić            | Primož Čerin         | Jure Pavlič            |              |
| 1985      | Jure Pavlič            | Holger Müller        | Nencio Staykov         |              |
| 1986      | Jure Pavlič            | Jože Smole           | Srečko Glivar          |              |
| 1987      | Olaf Jentzsch          | Vladimir Kozarek     | Miroslav Vasicek       |              |
| 1988      | Sandi Papež            | Pavel Tonkov         | Jos van Aert           |              |
| 1989-1993 | No disputada           | No disputada         | No disputada           | No disputada |
| 1994      | Eddy Gragus            | Sergiy Matveyev      | Dimitri Sedun          |              |
| 1996      | Ruslan Ivanov          | Igor Tchoukliantchev | Alexandre Botcharov    |              |
| 1997      | Nikolai Koudriavtsev   |                      |                        |              |
| 1998      | Alexandre Rotar        | Boris Premuzic       | Kyrylo Pospyeyev       |              |
| 1999      | Milan Dvorščík         | Kazimierz Stafiej    | Andrzej Mierzejewski   |              |
| 2000      | Igor Kranjec           | Anatoli Varvaruk     | Sławomir Kohut         |              |